# Tetrabrunneospora ellisii
Tetrabrunneospora ellisii är en svampart som beskrevs av Dyko 1978. Tetrabrunneospora ellisii ingår i släktet Tetrabrunneospora, divisionen sporsäcksvampar och riket svampar.   Inga underarter finns listade i Catalogue of Life.